# Wilhelm Franz Loebisch
Wilhelm Franz Loebisch bzw. Vilmos Ferenc (* 6. Juni 1839 in Pápa, Ungarn; † 15. Januar 1912 in Innsbruck) war ein medizinischer Chemiker.

## Familie
Sein Vater war der Distriktarzt Michael Loebisch. Sein Onkel, Johann Elias Löbisch (1795–1853) war seit 1830 Direktor des Wiener St. Annen-Kinderspitals in der Wollzeile. Sein Großvater, Jonas Löbisch (1761–1839) aus Prag, hatte als Chirurg die Vaccination in Böhmen mit eingeführt.

## Werdegang
Loebisch besuchte die Lateinschule in Pápa sowie die siebente und achte Klasse an dem bekannten kalvinischen Gymnasium zu Oedenburg. Ab 1856 studierte er Medizin in Wien. 1863 wurde er zum Dr. med. und 1866 zum Dr. chir. promoviert. Er arbeitete zuerst als Spitalsarzt und ab 1866 in der österreichischen Kriegsmarine. 
1869 ging er nach Tübingen, um bei Felix Hoppe-Seyler chemisch zu arbeiten. Als Assistent arbeitete er ab 1871 bei Maly in Innsbruck, ab 1872 bei Heinrich Hlasiwetz und ab 1874 bei E. Ludwig in Wien, wo er sich 1877 für med. Chemie habilitierte. 
An der Universität Innsbruck wurde er 1878 ao. und vier Jahre später o. Professor.
Loebisch arbeitete auf dem Gebiet der Arzneimittellehre, Harnanalyse als auch zu gerichtsmedizinischen Fragen.

## Schriften
- »Ueber den schwefelhaltigen Körper des Harns«, 1871
- »Zur Kenntniss des Cholesterins«, 1872
- »Ueber das Verhalten der Oxybenzoësäure und Paraoxybenzoësäure in der Blutbahn«, 1872 (in Gemeinsch. m. Maly)
- »Cystinurie«, 1875
- »Quantitative Bestimmung der Hippursäure«, 1879
- »Ueber Glycerinxanthogenate«, 1881
- »Ueber Dinatriumglycerat«, 1881
- »Einwirkung von Kohlenoxyd auf Natriumglycerat«, 1881 (zus. mit A. Looss)
- »Ueber Vergiftungen durch bleihaltige Zinngeschirre«, 1882
- »Zur Lehre von der haematogenen Albuminurie«, 1882 (in Gemeinschaft mit P. von Rokitansky)
- »Ueber Mucin aus der Sehne des Rindes«, 1885
- »Untersuchungen über Strychnin«, 1885 (zus. mit P. Schoop und eine Abhandlung mit H. Malfatti)
- »Behandlung der Fettleibigkeit«, 1887
- »Zur Chemie der bronchektatischen Sputa«, 1890 (in Gemeinschaft mit P. v. Rokitansky)
- »Anleitung zur Harnanalyse«, 1878 (3. Aufl. 1893)
- »Die neuen Arzneimittel« (4. Aufl. 1895)
- »Zur Wirkung des Urotropins«, 1897
- Beiträge zu Albert Eulenburgs Real-Encyclopädie der gesammten Heilkunde. Erste Auflage.
  - Band 2 (1880) (Digitalisat), S. 169–171: Bier; S. 432–433: Branntwein; S. 460–462: Brod; S. 639–641: Butter; S. 647–649: Caffee, Caffeesurrogate
  - Band 3 (1880) (Digitalisat), S. 232–236: Chocolade; S. 403–406: Conditorwaren
  - Band 5 (1881) (Digitalisat), S. 58–82: Ernährung (hygienisch); S. 339–345: Fleisch (hygienisch)
  - Band 6 (1881) (Digitalisat), S. 282–302: Harn, Harnuntersuchung
  - Band 8 (1881) (Digitalisat), S. 653–656: Mehl; S. 691–699: Meliturie
  - Band 9 (1881) (Digitalisat), S. 53–59: Milch (hygienisch)
  - Band 15 (1883) (Digitalisat), S. 256–261 (Nachträge): Thee (hygienisch)